# Попихин, Евгений Николаевич
Евге́ний Никола́евич Попи́хин (род. 19 февраля 1960, пос. Скоропусковский, Загорского р-на) — советский хоккеист (защитник), российский хоккейный тренер. Мастер спорта международного класса.

## Биография
Воспитанник московского «Динамо».
Сезон 1979/80 провёл во второй лиге за харьковское «Динамо». В высшей лиге СССР выступал за рижское и московское «Динамо». В составе московского «Динамо» чемпион СССР (1989/90, 1990/91), серебряный (1984/85, 1985/86, 1986/87) и бронзовый (1987/88) призёр чемпионата СССР. Участник клубных суперсерий 1985-86 и 1991 в составе московского «Динамо».
Второй призёр юниорского чемпионата Европы 1978, признан лучшим защитником турнира. Чемпион мира среди молодёжи 1980 года. Выступал за вторую сборную СССР. В составе первой сборной СССР стал победителем турнира на приз «Известий» 1990 года.
Как главный тренер работал с швейцарским клубом «Фрибур-Готтерон» (2003—2005), российскими клубами «Химик» Мытищи (2007), «Торпедо» Нижний Новгород (2008—2009, 2009—2010), «Автомобилист» Екатеринбург (2010). В 2006—2007 годах тренировал молодёжную сборную России, ставшую под его руководством вторым призёром первенства мира 2007. В 2010 году работал со второй сборной России, выиграв с ней турнир в Польше в рамках Европейского хоккейного вызова. С 2011 года — член тренерского штаба минского «Динамо». С января 2013 года по 31 марта 2014 года — главный тренер хабаровского «Амура».
17 ноября 2014 года вошёл в тренерский штаб «Нефтехимика». 18 января 2016 года назначен исполняющим обязанности главного тренера. 29 апреля утверждён главным тренером «Нефтехимика», контракт был рассчитан на один сезон. 3 октября 2017 года был уволен. 17 июля 2017 года возглавил петербургскую команду «СКА-Нева».
31 мая 2019 года был назначен главным тренером команды «Хумо» (Ташкент, Узбекистан) из ВХЛ. По окончании сезона покинул команду.
В январе 2021 года вошёл в тренерский штаб новокузнецкого «Металлурга» и до начала февраля был и. о. главного тренера. 15 февраля был назначен главным тренером команды, так как Леонид Тамбиев покинул команду по семейным обстоятельствам. После этого Попихин вывел команду в финал Кубка и заработал серебряные медали с ней. 31 мая 2021 покинул пост главного тренера по окончании контракта.

### Статистика (главный тренер)
(данные до 2012 г. не приведены)
Последнее обновление: 05 апреля 2017 года
| Команда             | Турнир-сезон        | Регулярный сезон | Регулярный сезон | Регулярный сезон | Регулярный сезон | Регулярный сезон | Регулярный сезон | Регулярный сезон | Регулярный сезон | Регулярный сезон | Плей-офф     | Плей-офф     | Плей-офф     |
| Команда             | Турнир-сезон        | И                | В                | ВО/ВБ            | Н                | ПО/ПБ            | П                | О                | %                | Результат        | В            | П            | Результат    |
| ------------------- | ------------------- | ---------------- | ---------------- | ---------------- | ---------------- | ---------------- | ---------------- | ---------------- | ---------------- | ---------------- | ------------ | ------------ | ------------ |
| Амур                | КХЛ 2012-13         | 7                | 1                | 0                | -                | 0                | 6                | 3                | 14,3 %           | 11-е на Востоке  | -            | -            | -            |
| Амур                | КХЛ 2013-14         | 54               | 8                | 5                | -                | 11               | 30               | 45               | 27,8 %           | 14-е на Востоке  | -            | -            | -            |
| Всего в Амуре       | Всего в Амуре       | 61               | 9                | 5                | -                | 11               | 36               | 48               | 26,2 %           |                  |              |              |              |
| Нефтехимик          | КХЛ 2015-16         | 9                | 3                | 2                | -                | 1                | 3                | 14               | 51,9 %           | 8-е на Востоке   | 0            | 4            | 1/8 Финала   |
| Нефтехимик          | КХЛ 2016-17         | 16               | 3                | 5                | -                | 0                | 8                | 19               | 39,6 %           | отставка         | не пробились | не пробились | не пробились |
| Всего в Нефтехимике | Всего в Нефтехимике | 25               | 6                | 7                | -                | 1                | 11               | 33               | 44,0 %           |                  | 0            | 4            |              |
| Всего в КХЛ         | Всего в КХЛ         | 86               | 15               | 12               | -                | 12               | 47               | 81               | 31,4 %           |                  | 0            | 4            |              |